# Duitsland op het Eurovisiesongfestival 1975
Duitsland deed mee aan het Eurovisiesongfestival 1975 in Stockholm. Het was de 20ste deelname van het land op het Eurovisiesongfestival. 

## Selectieprocedure
Die deutsche Vorentscheidung zum Eurovision Song Contest 1975 vond plaats op 3 februari 1975 in het Hessischer Rundfunkt in Frankfurt am Main. De show werd gepresenteerd door Karin Tietze-Ludwig.
In totaal namen er vijftien liedjes deel aan deze nationale finale. 
De winnaar werd aangeduid door jury's. Er waren negen regionale jury's met elk vier juryleden.
Elk jurylid mocht 1 tot 5 punten verdelen voor hun favoriete lied.
De uiteindelijke winnaar was Joy Fleming met Ein lied kann eine Brücke sein met in totaal 134 punten. Andere bekende deelnemers in de finale waren de Eurovisiesongfestival-winnares van 1971 Séverine en Katja Ebstein, die al 2 keer eerder deelnam voor Duitsland.
| Volgorde | Artiest            | Lied                                   | Punten | Plaats |
| -------- | ------------------ | -------------------------------------- | ------ | ------ |
| 1        | Marianne Rosenberg | Er gehört zu mir                       | 86     | 10de   |
| 2        | Peggy March        | Alles geht vorüber                     | 128    | 2de    |
| 3        | Peter Horton       | Am Fuß der Leiter                      | 79     | 11de   |
| 4        | Die Jokers         | San Francisco Symphony                 | 57     | 12de   |
| 5        | Séverine           | Dreh dich im Kreisel der Zeit          | 97     | 7de    |
| 6        | Joy Fleming        | Ein Lied kann eine Brücke sein         | 134    | 1ste   |
| 7        | Maggie Mae         | Die total verrückte Zeit               | 97     | 7de    |
| 8        | Werner W. Becker   | Heut' bin ich arm, heut' bin ich reich | 54     | 13de   |
| 9        | Mary Roos          | Eine Liebe ist wie ein Lied            | 115    | 3de    |
| 10       | Ricci Hohlt        | Du                                     | 38     | 14de   |
| 11       | Ricky Gordon       | Sonja, ich rufe dich                   | 37     | 15de   |
| 12       | Jürgen Marcus      | Ein Lied zieht hinaus in die Welt      | 90     | 9de    |
| 13       | Love Generation    | Hör wieder Radio                       | 115    | 3de    |
| 14       | Katja Ebstein      | Ich liebe dich                         | 110    | 5de    |
| 15       | Shuki and Aviva    | Du und ich und zwei Träume             | 108    | 6de    |

## In Stockholm
In de finale van het Eurovisiesongfestival 1975 gehouden in Stockholm moest Joy Fleming optreden als 4de, net na Frankrijk en voor Luxemburg.
Op het einde van de stemming bleek dat ze op een 17de plaats geëindigd was met 18 punten, tot dan de slechtste prestatie sinds het begin van het Eurovisiesongfestival voor Duitsland.

### Gekregen punten
| 12 punten | 10 punten | 8 punten    | 7 punten | 6 punten |
| --------- | --------- | ----------- | -------- | -------- |
|           |           | - Luxemburg |          |          |
| 5 punten  | 4 punten  | 3 punten    | 2 punten | 1 punt   |
|           | - Spanje  | - Malta     |          |          |

### Gegeven punten
Punten gegeven in de finale:
| 12 punten | Finland             |
| 10 punten | Verenigd Koninkrijk |
| 8 punten  | Nederland           |
| 7 punten  | België              |
| 6 punten  | Zwitserland         |
| 5 punten  | Spanje              |
| 4 punten  | Italië              |
| 3 punten  | Monaco              |
| 2 punten  | Joegoslavië         |
| 1 punt    | Israël              |

1956 · 1957 · 1958 · 1959 · 1960 · 1961 · 1962 · 1963 · 1964 · 1965 · 1966 · 1967 · 1968 · 1969 · 1970 · 1971 · 1972 · 1973 · 1974 · 1975 · 1976 · 1977 · 1978 · 1979 · 1980 · 1981 · 1982 · 1983 · 1984 · 1985 · 1986 · 1987 · 1988 · 1989 · 1990 · 1991 · 1992 · 1993 · 1994 · 1995 · 1996 · 1997 · 1998 · 1999 · 2000 · 2001 · 2002 · 2003 · 2004 · 2005 · 2006 · 2007 · 2008 · 2009 · 2010 · 2011 · 2012 · 2013 · 2014 · 2015 · 2016 · 2017 · 2018 · 2019 · 2020 · 2021 · 2022 · 2023 · 2024 · 2025